# A Kylie Christmas
A Kylie Christmas/A Christmas Gift (Un regalo navideño) es un extended play navideño de la cantante australiana Kylie Minogue. Fue lanzado por Parlophone y EMI el 29 de noviembre y 21 de diciembre de 2010. El EP fue lanzado por separado en iTunes, como «A Kylie Christmas» el 29 con dos canciones, y «A Christmas Gift» el primero de diciembre con tres canciones, entre ellas «Aphrodite» y «Can´t Beat the Feeling» de su undécimo álbum de estudio Aphrodite. «A Christmas Gift» fue lanzado en regiones específicas como Reino Unido y Estados Unidos. Las ventas serán donadas en ayuda de niños ciegos.

## Presentaciones en vivo
«Let It Snow» y «Santa Baby» fueron cantadas en el grande árbol de Navidad del Rockefeller Center; con una escenografía navideña y cuatro músicos tocando. Donde cantaron otros cantantes como Mariah Carey.

## Lista de canciones
Canciones de A Kylie Christmas
1. «Let It Snow» — 1:57
2. «Santa Baby» — 3:22

Canciones de A Christmas Gift
1. «Aphrodite» — 3:47
2. «Can't Beat The Feeling» — 4:10
3. «Santa Baby» — 3:23

## Historial de lanzamientos
| Región         | Fecha                   | Discográfica | Formato          |
| -------------- | ----------------------- | ------------ | ---------------- |
| Estados Unidos | 30 de noviembre de 2010 | EMI          | Descarga digital |
| Reino Unido    | 30 de noviembre de 2010 | EMI          | Descarga digital |
| Nueva Zelanda  | 12 de diciembre de 2010 | EMI          | Descarga digital |
| Australia      | 12 de diciembre de 2010 | EMI          | Descarga digital |

## Listas
| Santa Baby (2007)      | Posición máxima |
| ---------------------- | --------------- |
| R.Unido, Single Charts | 76              |

| "Santa Baby" (2010)           | Posición máxima |
| ----------------------------- | --------------- |
| Australia, ARIA Singles Chart | 85              |

| "Let It Snow" (2010)          | Posición máxima |
| ----------------------------- | --------------- |
| Australia, ARIA Singles Chart | 89              |

## Let it Snow
Let It Snow! Let It Snow! Let It Snow! o Let it Snow! (Déjalo Nevar o Está Nevando) es una canción escrita por el compositor Sammy Cahn y Jule Styne en 1945. Fue escrito en julio de 1945 en Hollywood, California, durante uno de los días más calurosos de la historia. Vaughn Monroe canto la canción por primera vez y se convirtió en un éxito popular, alcanzando el número uno en el Billboard Hot 100. Una de las canciones más vendido de todos los tiempos, "Let It Snow!" se ha cubierto infinidad de veces. Debido a sus letras de temporada, es comúnmente considerado como una canción de Navidad . Sin embargo es una canción de amor que nunca menciona la Navidad .

### Vídeo de Kylie
Un vídeo muy sencillo fue subido en el canal de Kylie en youtube.com, cuenta sobre un teatro navideño en animación y las cortinas se abren y esta kylie con el mismo vestuario de la portada de Aphrodite; pero en rojo y adentro de una bola navideña. Fue estrenado el 10 de diciembre del 2010.

## Santa Baby
Santa Baby es una canción de Navidad escrita por Joan Javits, Philip Springer y Fred Ebb. La canción habla de una mujer que quiere regalos extravagantes, tales como sables, yates, y las decoraciones de Tiffany's. Fue grabado originalmente por Eartha Kitt con Henri René y su orquesta en Nueva York el 6 de octubre de 1953. Fue lanzado por RCA Victor Records.
Kylie grabó la canción para el lado B de Please Stay en el 2.000, y en diciembre del 2007 fue lanzado como descarga digital alcanzando el #76 en el Reino Unido.

### Vídeo de Kylie
El vídeo era sencillo, pero esta vez contaba con Kylie en verdad. Vestida de rojo, descalza y con unos cuernos de renos en la cabeza, además de un árbol de Navidad.